# Masashi Omiya
Masashi Omiya (大宮 政志, Ōmiya Masashi, Iwate, 10 de março de 1938) é um ex-ciclista olímpico japonês. Omiya representou seu país durante os Jogos Olímpicos de Verão de 1960, em Roma e na edição de 1964, em Tóquio.